# رالي داكار 2024
رالي داكار 2024 هو النسخة ال46 من رالي داكار، والخامسة على التوالي التي تستضيفها المملكة العربية السعودية، بعد أن استضافت نسخة 2020 و2021 و2022، 2023 وأقيم في الفترة ما بين 5 يناير 2024 و19 يناير 2024. بدأ السباق من العلا وكانت آخر محطاته ينبع

## المشاركون
شارك في النسخه ال46 لرالي داكار 778 مشاركا من 72 دولة و تعد فرنسا من أكثر الدول التي مثلها المشاركون في الرالي بـ163 مشاركا، يليها إسبانيا بـ119 مشاركا، ثم إيطاليا بـ72 مشاركا، وذلك في جميع فئات الرالي، فيما نافس في السباق للمرة الأولى 135 مشاركاً جديداً، إلى جانب 129 و31 مشاركا في فئة تحدي موتول الأصلي، وشارك في السباق 46 امرأةً، منهن 34 في فئة داكار كلاسيك.